# Opisthoscelis conica
Opisthoscelis conica är en insektsart som beskrevs av Fuller 1897. Opisthoscelis conica ingår i släktet Opisthoscelis och familjen filtsköldlöss. Inga underarter finns listade i Catalogue of Life.